# Myrcia tumidonodia
Myrcia tumidonodia là một loài thực vật có hoa trong Họ Đào kim nương. Loài này được Schery mô tả khoa học đầu tiên năm 1943.